# Globos de Ouro de 2021
A 25.ª edição dos Globos de Ouro ocorreu a 3 de outubro de 2021, no Coliseu dos Recreios, em Lisboa. Foi apresentada por Clara de Sousa e transmitida simultaneamente pela SIC, uma das duas organizadoras dos prémios - juntamente com a revista Caras - e pela SIC Caras. Esta foi a primeira edição da premiação desde o início da pandemia do SARS-CoV-2, uma vez que a edição de 2020 não ocorreu, precisamente devido à pandemia.
Maria João Abreu recebeu o prémio de Melhor Atriz de Televisão a título póstumo, uma vez que havia falecido alguns meses antes.

## Apresentador
A 25.ª Edição dos Globos de Ouro foi, pela primeira vez, apresentada por Clara de Sousa, depois da estreia de Cristina Ferreira, na edição de 2019.

## Cerimónia
Este ano, foram ainda entregues prémios especiais que assinalaram os 25 anos da cerimónia. 

## Vencedores e Nomeados
Nota
Os vencedores serão destacados a negrito.

### Música
Melhor Música:
- "Antes Dela Dizer Que Sim" – Bárbara Tinoco
- "Kriolu" – Dino D’Santiago
- "Por Um Triz" – Carolina Deslandes
- "Love Is On My Side" – The Black Mamba
- "Tudo No Amor" – Clã

Melhor Atuação:
- Capitão Fausto – Campo Pequeno – mar. 2020
- Carlos do Carmo – Coliseu dos Recreios – nov. 2019
- Mariza – Campo Pequeno – dez. 2020
- Ornatos Violeta – NOS Alive – jul. 2019
- The Black Mamba – Convento S. Francisco – dez. 2020

Melhor Intérprete:
- Bárbara Tinoco
- Camané
- Carolina Deslandes
- Dino D’Santiago
- Lena D’Água

Galardão 25 Anos de Música – GNR

### Teatro
Melhor Atriz:
- Antónia Terrinha – “A Coragem da Minha Mãe”
- Bárbara Branco – “Bruscamente no Verão Passado”
- Carla Maciel – “A Dama das Camélias”
- Carolina Salles – “Subitamente no Verão Passado”
- Mónica Garnel – “A Vida Vai Engolir-vos”

Melhor Ator:
- António Simão – “Uma Solidão Demasiado Ruidosa”
- Cláudio da Silva – “Se Isto é um Homem”
- Elmano Sancho – “Lulu”
- Pedro Lacerda – “O Cerejal”
- Romeu Costa – “Catarina e a Beleza de Matar Fascistas”

Melhor Peça / Espetáculo:
- “A Coragem da Minha Mãe” – Jorge Silva Melo
- “A Vida Vai Engolir-vos” – Tónan Quito
- “Canja de Galinha (Com Miúdos)” – Luís Miguel Cintra
- “Catarina e a Beleza de Matar Fascistas” – Tiago Rodrigues
- “Se Isto é um Homem” – Rogério de Carvalho

Galardão 25 Anos de Teatro – Rui Mendes

### Revelação
- Ana Rocha de Sousa (realizadora)
- Bárbara Tinoco (cantora e compositora)
- Carolina Carvalho (atriz)
- Daniela Melchior (atriz)
- Nenny (cantora)

Galardão 25 Anos Revelação – Filomena Cautela

### Ficção
Melhor Projeto:
- “A Espia” (RTP)
- “Esperança” (SIC)
- “O Atentado” (RTP)
- “O Clube” (SIC)
- “Terra Brava” (SIC)

Melhor Ator:
- Albano Jerónimo – “The One”
- César Mourão – “Esperança”
- José Raposo – “O Clube”
- Nuno Lopes – “White Lines”
- Ricardo Pereira – “Amor Amor”

Melhor Atriz:
- Alba Baptista – “Warrior Nun”
- Dalila Carmo – “Na Corda Bamba”
- Maria João Abreu – “Golpe de Sorte”
- Maria João Bastos – “Amor Amor” e “Crónica dos Bons Malandros”
- Soraia Chaves – “A Generala”

Galardão 25 Anos de Ficção – Maria João Luís

### Moda
Moda – Personalidade do Ano
- Felipe Oliveira Baptista
- Luís Carvalho
- Miguel Vieira
- Ricardo Preto
- Sara Sampaio

Galardão 25 Anos de Moda – Eduarda Abbondanza

### Entretenimento
Personalidade do Ano:
- Cristina Ferreira (TVI)
- Filomena Cautela (RTP)
- João Baião (SIC)
- Ljubomir Stanisic (SIC)
- Vasco Palmeirim (RTP)

Humor – Personalidade do Ano:
- Bruno Nogueira (SIC)
- César Mourão (SIC)
- Herman José (RTP)
- Joana Marques (Rádio Renascença)
- Ricardo Araújo Pereira (SIC)

Galardão 25 Anos de Humor – César Mourão
Personalidade do Ano – Digital:
- Bruno Nogueira
- Carlos Coutinho Vilhena
- Mariana Cabral (“Bumba na Fofinha”)
- Ricardo Fazeres “RicFazeres”
- Rui Unas

Galardão 25 Anos de Entretenimento – Fernando Mendes

### Cinema
Melhor Atriz:
- Lúcia Moniz – “Listen”
- Margarida Vila-Nova – “Hotel Império”
- Maria de Medeiros – “Ordem Moral”
- Sandra Faleiro – “A Herdade”
- Vitalina Varela – “Vitalina Varela”

Melhor Ator:
- Albano Jerónimo – “A Herdade”
- João Nunes Monteiro – “Mosquito”
- Luís Lima Barreto – “O Ano da Morte de Ricardo Reis”
- Rúben Garcia – “Listen”
- Sérgio Praia – “Variações”

Melhor Filme:
- “A Herdade” – Tiago Guedes
- “Listen” – Ana Rocha de Sousa
- “Mosquito” – João Nuno Pinto
- “Ordem Moral” – Mário Barroso
- “Variações” – João Maia

Galardão 25 Anos de Cinema – Teresa Villaverde

### Prémio Mérito e Excelência
- Vice-Almirante Henrique Gouveia e Melo